# الشرقي (العدين)

تعديل مصدري - تعديل

الشرقي هي إحدى قرى عزلة الغضيبة بمديرية العدين التابعة لمحافظة إب، بلغ تعداد سكانها 952 نسمة حسب تعداد اليمن لعام 2004.